# Ermita del Calvari (Aín)
L'ermita del Calvari d'Aín, és un lloc de culte catòlic, datat del segle xviii, catalogat com a Bé de Rellevància Local, segons la Disposició Addicional Cinquena de la Llei 5/2007, de 9 de febrer, de la Generalitat, de modificació de la Llei 4/1998, d'11 de juny, del Patrimoni Cultural Valencià (DOGV Núm. 5.449 / 13/02/2007), amb codi d'identificació: 12.06.002-001, i tipologia: Edifici religiós- Ermita.

## Localització
L'ermita del Calvari se situa a uns dos-cents metres al sud del nucli poblacional, direcció Barranc de la Caritat, i s'accedeix a ella pel carrer del Calvari, que aboca a una espècie de sendera emmurallada i envoltat de xiprers, al final del qual està el petit temple.
En una esplanada, davant de l'ermita, envoltada de xiprers se situen els casalicios que contenen les estacions del Via Crucis. També poden contemplar-se a l'esplanada els set Dolors de María i el retaule de la Resurrecció.

## Descripció
L'ermita, que està dedicada al Crist Crucificat, és un petit temple amb porxo en la seva part davantera, format per tres arcs de mig punt, els laterals més petits que el central, que té en la part superior una espècie de fornícula amb dovelles de pedra, en la qual s'ha encaixat la campana, i que fa d'espadanya.
A l'esplanada on es troba el Viacrucis i els Set Dolors de María, està situat també el retaule del Crist del Calvari. Es tracta d'un petit retaule (el quadrat exterior, que és una cinta estreta de color marró, és de 40x40 cm; i està compost per quatre taulells de 20x20 cm.) de ceràmica de l'Alcora, de la Molt Noble i Artística Ceràmica de l'Alcora, S.A.
L'escena que recull el ceramista alcorense, segueix les pautes de colors i cànons del segle xviii de l'antiga Reial fàbrica del Comte d'Aranda de l'Alcora, i plasma el passatge evangèlic de la Resurrecció de Jesús.
Com a rematada, en la cantonada inferior dreta de l'espectador queda plasmada la marca de la fàbrica i la signatura del ceramista.
En el seu interior es conserva la imatge del Crist en la Creu, que és objecte de processó (es trasllada al poble i després es retorna a l'ermita) durant les festes patronals d'Aín, que se celebren entre el 15 i el 18 d'agost.